# Gino Rocca
Gino Rocca (Mantova, 22 febbraio 1891 – Milano, 13 febbraio 1941) è stato uno scrittore, drammaturgo, giornalista e critico teatrale italiano.
Autore di oltre novanta commedie, in parte in lingua veneta, portate a teatro da numerose compagnie e rappresentate fino ai giorni nostri. Tra gli ultimi allestimenti, quello del 1983 con  Tonino Micheluzzi e Mario Valdemarin che hanno portato in scena i tre atti unici L'imbriago de sesto, La scorzeta de limon, L'amigo american  con la regia di Toni Andreetta

## Biografia
Nacque a Mantova da padre torinese e madre feltrina, trascorse i primi anni della sua gioventù tra il Piemonte ed il Veneto e frequentò per qualche anno la facoltà di Giurisprudenza all'Università degli Studi di Padova e di Torino.
Nel 1913, abbandonati gli studi, si trasferì a Milano dove, conosciuto Benito Mussolini, divenne e rimase per oltre vent'anni critico teatrale sul quotidiano Il Popolo d'Italia.
L'avvento della prima guerra mondiale ebbe notevole influenza sul giovane scrittore come dimostrò nel romanzo Uragano del 1919, nel dramma del 1920 in tre atti Le Liane e La farsa dei nevrastenici. Partecipò alla Grande Guerra come Ufficiale dei Granatieri di Sardegna, meritando diverse Medaglie al Valor Militare. Scrisse: " Granatieri non si nasce, purtroppo, ma se Granatieri lo si diventa, lo si rimane per tutta la vita ed anche oltre la vita". Nel 1919 fu tra i fondatori della rivista letteraria Novella.
Nel 1931 ricevette il Premio Bagutta per il romanzo Gli ultimi furono i primi.
Nel 1934 venne nominato direttore del primo Festival Teatrale della Biennale di Venezia e per la prima ed unica volta allestì una regia teatrale per la commedia di Goldoni La bottega del caffè. Era anche la prima volta che un'opera goldoniana veniva rappresentata all'aperto: «Che amore di campiello la corte del Teatro di San Luca!».
Si trasferì a Venezia dove tra il 1937 ed il 1938 diresse Il Gazzettino.
Tornò poi a Milano, dove sul settimanale Il Milione, della Mondadori, pubblicò quattordici atti unici ispirati a fatti di cronaca.
Continuò a collaborare con diverse riviste letterarie e teatrali fintanto che le sue condizioni fisiche si aggravarono a seguito di una ferita di guerra che gli causò l'amputazione della gamba.
Morì a Milano nel 1941, ma venne sepolto a Fonzaso, in provincia di Belluno.
Suo figlio Guido, dopo una lunga attività come giornalista, seguì le sue orme in teatro, ma morì nel 1961 per una grave malattia.

## Opere
Tra i novanta titoli:
- L'altro amore, 1910
- Trame, 1919
- Gigomard
- Tramonto romantico
- Vecchie storie
- Il martirio di San Gregorio
- Il primo amore, 1920
- Tragedia senza l'eroe, 1924
- L'inganno
- Purificazione
- L'ora onesta
- Dopo di noi
- L'amante di suo marito
- La calzetta rotta
- La pelle
- L'intesa
- La gelosia
- Cessate il foc!
- Le lettere dell'altro
- Le liane, 1920
- Le corna del dilemma
- Noi, 1921
- La farsa dei nevrastenici
- Il vincolo del dolore
- Colpi di spillo
- L'uccisione di un generale in Cina, 1923
- Gli amanti impossibili, 1925
- Nido rifatto, 1927
- Il gladiatore morente, 1928
- Il terzo amante, 1929
- Volo a vela, 1939
- Le carte son sincere
- Il re povero, 1939

Tra le commedie in lingua veneta:
- Se no i xe mati, no li volemo, 1926
- Sior Tita paron, 1928
- Su de noi, 1926
- La vecia insempiada
- L'imbriago de sesto
- Checo
- Mustaci de fero, 1932
- Gli ultimi del Krak
- El sol sui veri, 1911